# Феодор Освященный
Фео́дор Освяще́нный (греч. Θεόδωρος ο Ηγιασμένος; 316, Латополь, Египет — 24 апреля 368, Египет) — христианский святой, авва, ученик Пахомия Великого. Назван «освященным» потому, что первым в своей обители был рукоположен во священники. Почитается в лике преподобных, память совершается в Православной церкви 16 мая (по юлианскому календарю), в Католической церкви 28 декабря.

## Жизнеописание
Родился св. Феодор около 316 года в Верхнем Египте в Латополе в богатой, знатной христианской семье. В 14 лет Феодор тайно ушёл из родительского дома и поселился в Латопольском монастыре. Наслышанный о преподобном Пахомии Великом, он загорелся желанием приобщиться к его мудрости и отправился в Тавенисси.
Достигнув Тавеннисской обители, он с любовью был принят преподобным, который был предуведомлен от Бога о его приходе. Став учеником великого аввы, святой Феодор быстро преуспел во всех иноческих подвигах, особенно же в полном послушании своему наставнику и в сострадании и любви к братии. Святой Пахомий имел обыкновение собирать братию по воскресеньям для своих наставлений. И вот в один из таких вечеров он вдруг неожиданно предоставил слово Феодору. Повинуясь учителю, Феодор стал говорить то, что внушал ему Господь, а святой Пахомий с братией стоя слушали. Некоторые из старших братий возмутились тем, что слово поучения им читает новоначальный инок, и удалились. В конце собрания святой Пахомий заявил, что они отстранились от милосердия Господня и, если не раскаются в своей гордыне, им будет нелегко достичь вечной жизни. После этого поставил Феодора строителем Тавеннисийского монастыря и назначил своим заместителем в управлении Кинонией.
Преподобный прославился святостью жизни и обильным даром чудотворений; к нему с особенным уважением относился святитель Афанасий Великий. Кончина преподобного последовала в 368 году. Скорбь братии искренне разделял и святой Афанасий Великий, приславший им большое послание, в котором красноречиво говорил о добродетелях и подвигах аввы Феодора. И в утешение инокам святитель Александрийский писал: «…теперь, возлюбленные и желаннейшие братия, не плачьте о Феодоре, потому что не умре, но спит (Матф. 9:24). Никто, воспоминая о нем, да не проливает слез, но да соревнует каждый жизни его, ибо не должно печалиться об отшедшем в беспечальное место».

## Прочие сведения
Единственный храм в честь Феодора Освященного, построенный в 1873 году в городе Киеве, был разрушен в 30-х годах XX века.